# Масловский водозабор
Масловский водозабор — посёлок, входящий в городской округ город Тула Тульской области в составе Привокзального территориального округа.

## География
Находится в центральной части Тульской области на расстоянии приблизительно 6 км на запад-северо-запад по прямой от Московского вокзала города Тула.

## История
Масловский водозабор был построен в 1953 году. До 2014 года посёлок входил в Фёдоровское сельское поселение Ленинского района до их упразднения.

## Население
Постоянное население составляло 81 человек (русские 98 %) в 2002 году, 68 в 2010.